# Doraville (canción)
«Doraville» es una canción interpretada por la banda estadounidense Atlanta Rhythm Section. Fue publicada en agosto de 1974 como el sencillo principal de su tercer álbum de estudio, Third Annual Pipe Dream.

## Escritura y temática
La canción fue escrita por el productor Buddy Buie junto con los miembros de la banda Robert Nix y Barry Bailey. La canción lleva el nombre de Doraville, Georgia; lugar de origen de la banda. Atlanta Rhythm Section describió una vez a Doraville como “un toque de campo en la ciudad”. La revista Billboard señaló que «Doraville» exhibe el regocijo de la vida en la ciudad natal del grupo, utilizando el trabajo de guitarra progresivo asociado con el rock sureño.

## Recepción de la crítica
La revista Record World lo llamó una “oda a una comunidad de Georgia [que] comienza con un ritmo de boogie y salta hasta el country-rock de una sola vez”. La revista Cash Box lo describió como “un roquero sureño de distinción, totalmente indicativo de lo que está sucediendo en Georgia estos días, hay algo de sabor de Allman que hace que este tratamiento sea aún más deseable, especialmente en algunos de esos licks de guitarra solista”.

## Lista de canciones
7-inch single – MCA-40283
1. «Doraville» – 3:15
2. «Who You Gonna Run To» – 3:18

## Créditos y personal
Créditos adaptados desde las notas de álbum de Third Annual Pipe Dream.
Atlanta Rhythm Section
- Ronnie Hammond – voz principal y coros, percusión
- Barry Bailey – guitarra
- J. R. Cobb – guitarra, percusión
- Robert Nix – batería, percusión
- Dean Daughtry – teclados
- Paul Goddard – bajo eléctrico

Personal técnico
- Buddy Buie – productor
- Rodney Mills – ingeniero de audio, masterización
- Robert Ludwig – masterización

## Posicionamiento
| Gráfica (1974)                     | Pico de posición |
| ---------------------------------- | ---------------- |
| Canadá (RPM Top Singles)           | 67               |
| Estados Unidos (Billboard Hot 100) | 35               |